# خیرمحمد خان یاری
خیرمحمد خان یاری (۱۲۸۰–۱۳۵۵) از نقاشان برجستهٔ افغانستان بود.
او را در کنار عبدالغفور برشنا، محمد همایون اعتمادی، غلام محمد میمنگی و غوث الدین خان از نقاشان بزرگ قرن بیستم افغانستان دانسته‌اند.